# 三十六人の乗客
『三十六人の乗客』（さんじゅうろくにんのじょうきゃく）は、有馬頼義の短編推理小説。これを原作とした映画・テレビドラマも製作された。

## 概要
私生活でトラブルを抱えていた刑事が私用で、スキーツアーのバスの乗客となった。ところが、別の場所で強盗の仕事をした凶悪犯が同じスキーバスに乗り込んだ模様で、途中休憩所で事情を知らされた刑事は犯人を探すこととなる。バスの乗客は36人、その中に犯人がいる…。 

## 小説
『オール讀物』1956年12月号所載

## 映画
1957年、東宝により映画化・公開された（東京映画作品）。公開日は1957年4月16日。併映は宝塚映画作品「チンドンやの娘」（監督：内村禄哉。主演：横山エンタツ）。
主演の小泉博は、それまで演じた好青年やサラリーマン役とは異なり、品行方正ではない疲れた刑事という役柄であったことから、本作品を自身の代表作に挙げている。

### キャスト
- 渡辺一郎:小泉博
- 柳沢三津子:淡路恵子
- 山上刑事:志村喬
- 幸子（バスガイド）:扇千景
- 万造:多々良純
- 本橋:千秋実
- 近藤:佐藤允
- 星山:森川信
- 青山:矢野宣
- 山岡:中谷一郎
- 〆蝶:塩沢登代路
- 渡辺ひろ子:若山セツ子
- 鏑木警部:佐々木孝丸
- 安西刑事:天津敏

ほか

### スタッフ
- 脚本:井手雅人、瀬川昌治
- 監督:杉江敏男
- 音楽:神津善行
- 撮影:岡崎宏三

## テレビドラマ

### 1969年版
1969年4月3日、NHK「NHK劇場」にて放映。近年、NHKアーカイブスにて再放送された。1969年度プラハ国際テレビ祭でカメラワーク賞を受賞した。

#### スタッフ・出演
- 脚本:早坂暁
- 監督:遠藤利男
- 出演:露口茂、日下武史、山谷初男、中田浩二、小川幾太郎、入江正徳、小山源喜、太田正孝、稲吉靖司、高橋征郎、小野泰次郎、此島愛子、小石真喜、志野まゆき、神保共子
- 主題歌:ピンキーとキラーズ「恋の季節」

### 1980年版
1980年2月9日、テレビ朝日の『土曜ワイド劇場』にて放映された。タイトルは『スキーバスを追え! 36人の乗客』。

#### スタッフ・出演
- 脚本:須川栄三
- 監督:日高武治
- 出演:あおい輝彦、友里千賀子、下條アトム、結城しのぶ、浜田寅彦

### 1991年版
1991年11月11日、TBS『月曜ドラマスペシャル』にて放映された。タイトルは『三十六人の乗客 あのバスの中に犯人がいる!』。

#### スタッフ
- 製作:TBS、東阪企画
- 製作協力：円谷映像
- 脚本:峯尾基三
- 監督:合月勇
- 音楽:義野裕明
- 技斗:國井正廣
- カースタント:スーパードライバーズ

#### キャスト
- 鳥海圭介：渡瀬恒彦
- 鳥海由美子：原日出子
- 鳥海祐太：石井啓善
- 南（捜査課課長）：神山繁
- 丸山（刑事）：妹尾洸
- 柴田（刑事）：高月忠
- 溝口（刑事）：木村栄
- 古賀（犯人）：丹波義隆
- 江尻（犯人）：大村浩之
- 朱美：若山幸子
- （乗客）：白石マル美
- （乗客）：武藤章生
- （乗客）：清水章吾
- （乗客）：円谷浩
- （乗客）：小峰裕一